# اتحاد مالاوي لكرة القدم

الشعار السابق للاتحاد

تأسس الاتحاد المالاوي لكرة القدم في عام 1966م وانضم إلى الاتحاد الدولي لكرة القدم في 1967م وانضم إلى الاتحاد الأفريقي لكرة القدم في 1968م.